# ولیکا هروتسکا
ولیکا هروتسکا (به لاتین: Velika Horvatska) یک زیستگاه انسانی در کرواسی است که در Desinić واقع شده‌است.

## خصوصیات
ولیکا هروتسکا ۲۶۹ نفر جمعیت دارد و ۱۷۵ متر بالاتر از سطح دریا واقع شده‌است.